# Yuji Takada (luchador)
Yuji Takada (Gunma, Japón, 17 de febrero de 1954) es un deportista japonés retirado especialista en lucha libre olímpica donde llegó a ser campeón olímpico en Montreal 1976.

## Carrera deportiva
En los Juegos Olímpicos de 1976 celebrados en Montreal ganó la medalla de oro en lucha libre olímpica de pesos de hasta 52 kg, por delante del luchador soviético Alexander Ivanov (plata) y del surcoreano Jeon Hae-Sup (bronce). Ocho años después, en las Olimpiadas de Los Ángeles 1984 ganó el bronce en la misma modalidad.